# Ambocythere subreticulata
Ambocythere subreticulata is een mosselkreeftjessoort uit de familie van de Trachyleberididae. De wetenschappelijke naam van de soort is voor het eerst geldig gepubliceerd in 1958 door Bold.